# 逆光 (孫燕姿のアルバム)
『逆光』（拼音: Nì Guāng、英: against the Light）は、シンガポール出身の女性歌手、孫燕姿（スン・イェンツー）9作目のオリジナルアルバム。

## 解説
孫燕姿のキャピトルレコード移籍第1弾としてリリースされたアルバムだが、孫燕姿にとってはキャピトルレコードからリリースした唯一のアルバムとなった。
初版は2007年3月22日に発売。同年5月4日にはライブの様子とミュージックビデオとを収録したDVDが付いた『影音限定版』が発売された。

## 収録曲
CDの4曲目「咕嘰咕嘰」は、タイトルの4字がいずれも機種依存文字のため、日本語のサイトでは「[ﾛ古][ﾛ幾][ﾛ古][ﾛ幾]」と表記されることがある。9曲目「漩渦」も同じ理由から「[ｼ旋]渦」や「セン渦」と表記されることがある。

### CD
1. In The Beginning（0'59"）
（instrumental）
2. 逆光（4'52"）
作詞:廖瑩如、作曲:李偉菘、編曲:Martin Tang
3. 夢遊（3'06"）
作詞:嚴云農、作曲:古晧、編曲:Ming Huang
4. 咕嘰咕嘰（4'30"）
作詞:陳鎮川、作曲:李偲菘、編曲:Martin Tang
5. 我懷念的（4'18"）
作詞:姚若龍、作曲:李偲菘、編曲:Martin Tang
6. 安寧（3'17"）
作詞:林倛玉、作曲:林倛玉、編曲:Adam Lee
7. 飄著（4'09"）
作詞:陳鎮川、作曲:李偉菘、編曲:Kenn.C
8. 愛情的花樣（3'41"）
作詞:廖瑩如、作曲:李偲菘、編曲:Kenn.C
9. 漩渦（4'49"）
作詞:小寒、作曲:李偲菘、編曲:Martin Tang
10. 需要你（4'06"）
作詞:伍家輝+蕭賀碩、作曲:伍家輝、編曲:Terence Teo
11. 關於（3'55"）
作詞:阿管、作曲:黄韻仁、編曲:黄韻仁
12. Afterward（0'56"）
（instrumental）

### DVD
1. 孫燕姿 逆光慶功演唱會 精采全程LIVE
  1. 咕嘰咕嘰
  2. 夢遊
  3. 漩渦
  4. 安寧
  5. 愛情的花樣
  6. 需要你
  7. 飄著
  8. 我懷念的
  9. 關於
  10. 逆光
2. 「逆光」専輯5支強打MV
  1. 逆光
  2. 我懷念的
  3. 咕嘰咕嘰
  4. 夢遊
  5. 飄著